# Monte Carlo Masters 2001
Monte Carlo Masters 2001 — тенісний турнір, що проходив на кортах з твердим покриттям у місті Рокбрюн-Кап-Мартен, Франція з 16 квітня . Належав до категорії Tennis Masters Series, був турніром серії Мастерс Монте-Карло 2001 року.

## Фінальна частина

### Одиночний розряд
Густаво Куертен —  Хішам Аразі 6–3, 6–2, 6–4

### Парний розряд
Йонас Бйоркман /  Тодд Вудбрідж —  Джошуа Ігл /  Ендрю Флорент 3–6, 6–4, 6–2